# Deuterocohnia pedicellata
Deuterocohnia pedicellata är en gräsväxtart som beskrevs av Walter Till. Deuterocohnia pedicellata ingår i släktet Deuterocohnia och familjen Bromeliaceae. Inga underarter finns listade i Catalogue of Life.